# Паралельно-послідовний граф

Операції послідовного і паралельного з'єднання в послідовно-паралельних графах.

В теорії графів паралельно-послідовні графи — це графи з двома різними вершинами, які називаються термінальними, утворені рекурсивно за допомогою двох простих операцій. Ці графи можна використати для моделювання послідовного і паралельного з'єднання ділянок електричних кіл.

## Визначення та термінологія
В даному контексті поняття граф передбачає мультиграф.
Існує декілька способів визначення паралельно-послідовних графів. Таке визначення, переважно, базується на визначенні Девіда Еппштейна.
Графом з однією термінальною парою (ОТП) називається граф, у якого позначено дві різні вершини s і t, звані джерелом і стоком відповідно.
Паралельне з'єднання Pc = Pc(X, Y) двох ОТП графів X і Y, що не перетинаються — це граф з однією термінальною парою, створений об'єднанням графів X і Y за допомогою злиття джерел X і Y з утворенням джерела Pc і злиттям стоків X і Y з утворенням стоку графу Pc.
Послідовне з'єднання Sc = Sc(X, Y) двох ОТП графів X і Y, що не перетинаються — це ОТП-граф, створений об'єднанням графів X і Y шляхом злиття стоку X з джерелом Y. Джерело графу X стає джерелом Sc, а стік графу Y стає стоком Sc.
Паралельно-послідовний граф з однією термінальною парою (ППОТП граф) — це граф, який можна отримати послідовно і паралельно з'єднуючи множину копій однореберних графів K2 з призначеними термінальними вершинами.
Визначення 1. Граф називається послідовно-паралельним, якщо він ППОТП і дві його вершини позначено як джерело і стік.
Так само можна визначити послідовно-паралельні орграфи, які будуються з копій орієнтованих графів з однією дугою, і в цьому випадку дуга спрямована із джерела в стік.

### Альтернативне визначення
Таке визначення дає той самий клас графів.
Визначення 2. Граф є послідовно-паралельним, якщо його можна перетворити на граф K2 послідовністю таких операцій:
- Замінюємо пару паралельних ребер одним ребром, зберігаючи спільні кінцеві вершини
- Замінюємо пару ребер, інцидентних ребру степеня 2 одним ребром.

## Властивості
Будь-який паралельно-послідовний граф має деревну ширину і ширину галуження, які не перевищують 2. Насправді граф має деревну ширину не більше 2 тоді й лише тоді, коли він має ширину галуження максимум 2, а також тоді й лише тоді, коли будь-яка двозв'язна компонента є паралельно-послідовним графом. Максимальні паралельно-послідовні графи, графи, до яких можна додати додаткові ребра без руйнування послідовно-паралельної структури, — це точно 2-дерева.
Паралельно-послідовні графи характеризуються відсутністю підграфу, гомеоморфного графу K4.
Паралельно-послідовні графи можна схарактеризувати їхнім вушним розкладом.

## Дослідження, з застосуванням паралельно-послідовних графів
Паралельно-послідовні графи можна розпізнати за лінійний час та їх паралельно-послідовні розклади можна побудувати також за лінійний час.
Крім моделювання деяких типів електричних кіл, ці графи становлять інтерес у теорії обчислювальної складності, оскільки багато стандартних задач на графах розв'язуються за лінійний час на ОТП-графах, зокрема пошук найбільшого парування, найбільшої незалежної множини, найменшої домінівної множини і гамільтонового доповнення. Деякі з цих задач для графів загального вигляду NP-повні. Причиною цього є факт, що якщо відповіді для цих задач відомі для двох паралельно-послідовних графів, то можна швидко знайти відповідь для їх послідовних і паралельних з'єднань.
Задача про послідовно-паралельні графи стосується питання перерахування графів і запитує про число паралельно-послідовних графів, які можна утворити із заданого числа ребер.

## Узагальнення
Узагальнені паралельно-послідовні графи (УПП-графи) — це узагальнення паралельно-послідовних графів, за якого графи мають таку ж алгоритмічну ефективність для згаданих задач. Клас УПП-графів включає паралельно-послідовні графи і зовніпланарні графи .
УПП-графи можна визначити доданням у Визначення 2 третьої операції видалення висячих вершин (вершин степеня 1). Таким само до Визначення 1 можна додати таку операцію.
- Злиття джерел S = M (X, Y) двох ОТП-графів X і Y — це ОТП-граф, створений з графів X і Y, що не перетинаються, злиттям джерела X із джерелом Y. Джерело і стік графу X стає джерелом і стоком P відповідно.

SPQR-дерево — це структура, яку можна визначити для довільного 2-вершинно-зв'язного графу. Структура має S-вузли, аналогічні послідовному з'єднанню в паралельно-послідовних графах, P-вузли, аналогічні паралельному з'єднанню паралельно-послідовних графів і R-вузли, які не відповідають операціям паралельно-послідовних графів. 2-зв'язний граф є паралельно-послідовним тоді й лише тоді, коли в дереві SPQR немає R-вузлів.